# رادویوو
رادویوو (به صربی: Radojevo) یک منطقهٔ مسکونی در صربستان است که در Nova Crnja Municipality واقع شده‌است. رادویوو ۱٬۳۸۵ نفر جمعیت دارد و ۶۵ متر بالاتر از سطح دریا واقع شده‌است.